# Продан Христов
Продан Христов Попадиин или Попадиев е български революционер, деец на Вътрешната македоно-одринска революционна организация.

## Биография
Продан Христов е роден на 26 декември 1888 година в Гумендже в семейството на преселници от село Геркарци, тогава в Османската империя. Завършва третокласно училище в Гумендже, а от 1904 година е куриер на четата на Апостол Петков в района на Геркарци, а сетне терорист в града. От 1905 година е четник в четата на Апостол войвода в Ениджевардарското езеро. До 1908 година е секретар на ениджевардарската районна чета на ВМОРО. За него си спомня Коста Попгеоргиев от Геркарци:
| „ | От Геркарци имало и друг четник, Продан Христов. Той не бил от простите комити като баща ми, а за известно време станал секретар на четата. Като начетен мъж, вземал участие в преговори с некои големци - нещо като парламентьор. | “ |

В края на 1908 година се преселва за кратко в София, а после във Варна. На 29 юни 1910 година заедно с дейците на Българската народна македоно-одринска революционна организация Апостол Петков и Тане Николов преминава нелегално с чета в Македония.
При избухването на Балканската война Продан Христов е доброволец в четата на Павел Христов от Македоно-одринското опълчение. След това и в Първа отделна партизанска рота, Четвърта рота на Тринадесета кукушка дружина и Първа отделна партизанска рота, Четвърта рота на Тринадесета кукушка дружина, Сборната партизанска рота на МОО.
След Първата световна война се установява за постоянно в София и работи като чиновник в дирекция на трамваите, участва в стачните действия през 1919-1920 година. След юни 1923 година е член на БЗНС, а по-късно и на Отечествения фронт.
Деец е на Илинденската организация.
През 1956 година пише спомени за революционната дейност в Ениджевардарско, които се съхраняват в Държавна агенция „Архиви“.